# Progressive (Dakota del Sur)
Progressive es un territorio no organizado ubicado en el condado de Tripp en el estado estadounidense de Dakota del Sur. En el Censo de 2010 tenía una población de 18 habitantes y una densidad poblacional de 0,31 personas por km².

## Geografía
Progressive se encuentra ubicado en las coordenadas 43°28′4″N 100°10′24″O / 43.46778, -100.17333. Según la Oficina del Censo de los Estados Unidos, Progressive tiene una superficie total de 58.98 km², de la cual 58.39 km² corresponden a tierra firme y (0.99%) 0.58 km² es agua.

## Demografía
Según el censo de 2010, había 18 personas residiendo en Progressive. La densidad de población era de 0,31 hab./km². De los 18 habitantes, Progressive estaba compuesto por el 100% blancos, el 0% eran afroamericanos, el 0% eran amerindios, el 0% eran asiáticos, el 0% eran isleños del Pacífico, el 0% eran de otras razas y el 0% pertenecían a dos o más razas. Del total de la población el 0% eran hispanos o latinos de cualquier raza.